# Clavatula sacerdos
Clavatula sacerdos é uma espécie de gastrópode do gênero Clavatula, pertencente a família Clavatulidae.